# Litholacon
Litholacon is een geslacht van kevers uit de familie  
kniptorren (Elateridae).
Het geslacht is voor het eerst wetenschappelijk beschreven in 1980 door Dolin.

## Soorten
Het geslacht omvat de volgende soorten:
- Litholacon conicicollis Dolin in Dolin, Panfilov, Ponomarenko & Pritykina, 1980
- Litholacon derumpens Dolin in Dolin, Panfilov, Ponomarenko & Pritykina, 1980
- Litholacon exilis Dolin in Dolin, Panfilov, Ponomarenko & Pritykina, 1980
- Litholacon major Dolin in Dolin, Panfilov, Ponomarenko & Pritykina, 1980
- Litholacon ohiri Dolin in Dolin, Panfilov, Ponomarenko & Pritykina, 1980
- Litholacon panphilovi Dolin in Dolin, Panfilov, Ponomarenko & Pritykina, 1980
- Litholacon petrorsus Dolin in Dolin, Panfilov, Ponomarenko & Pritykina, 1980